# Element of Crime (groupe)
Pour les articles homonymes, voir Element of Crime (homonymie).
Ne doit pas être confondu avec Element of Crime.
Element of Crime est un groupe de rock allemand.

## Biographie

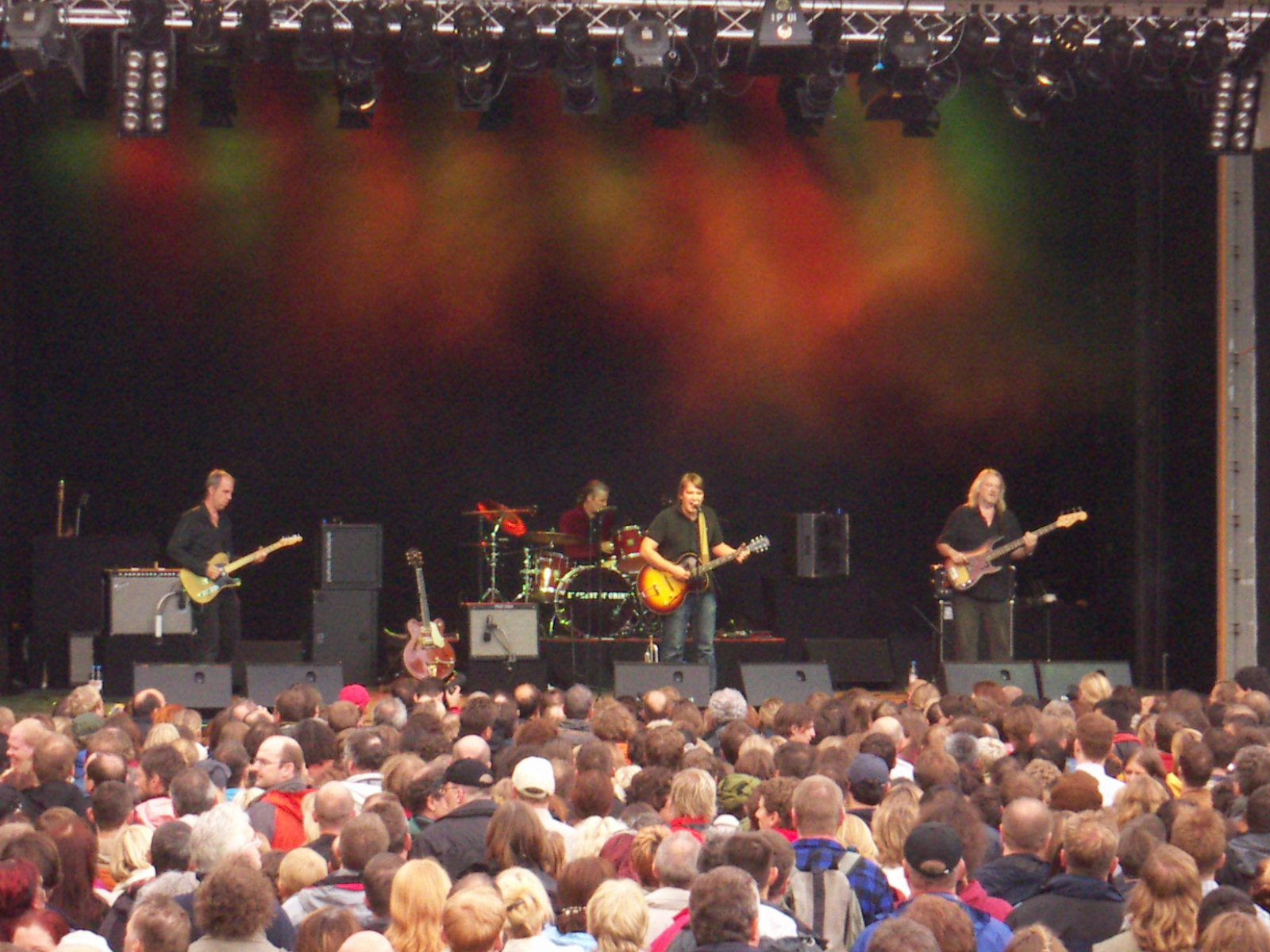
Element of Crime, le 11 août 2006 à Jena.

Le groupe est formé en 1985 par Sven Regener, né à Brême, et plus tard connu comme l'auteur du livre Herr Lehmann et comme scénariste du film homonyme. Regener chante et joue de la guitare, de la trompette et du piano. Le nom du groupe est emprunté au titre éponyme d'un film de Lars von Trier, Element of Crime, plus le nom d’un format d’image numérique.
Un autre membre fondateur actif est le guitariste Jakob Friderichs (alias Jakob Ilja, né en 1959). Il connait Regener grâce à leur groupe de radio commun Neue Liebe. La formation originale comprend également le bassiste Paul Lukas (alias Veto). Le batteur Uwe Bauer et le saxophoniste Jürgen Fabritius quittent le groupe en 1986. Le nouveau batteur est Richard Pappik.
Les premiers succès du groupe font surface en 1987. L'album Try to be Mensch, produit par John Cale, se vend à plus de 10 000 exemplaires. En outre, la première grande tournée a lieu en dehors de Berlin. Le 17 octobre 1987, ils jouent devant 2 000 auditeurs de la Zionskirche de Berlin-Est à Prenzlauer Berg ; après le concert, le public subit les attaques de skinheads d'extrême-droite.
En 1993, l'album Weißes Papier, sorti la même année, devient leur première apparition dans les charts allemands. David Young, qui enregistre avec le groupe depuis 1988, l'accompagne dès lors à la guitare, et plus tard à la basse en concert. En 1995, Element of Crime se sépare de son bassiste Paul Lukas ; Christian Hartje prend sa place. En 1996, l'album Die Schönen Rosen est enregistré et publié ; après sa sortie à l'automne 1996, il atteint la 24e place des charts allemands. Au printemps 1998, Element of Crime commence à écrire de nouvelles chansons et à les enregistrer immédiatement. Au cours de l'année, l'album Psycho, publié au printemps 1999, est produit au cours d'une série de sessions de quatre jours.
Par la suite, les membres du groupe commencent à participer à des projets parallèles. Jakob Ilja est actif au sein des groupes 17 Hippies et Das dreckige Dutzend, Richard Pappik compose de la musique pour enfants. Christian Hartje et Sven Regener sont invités au sein de Das Holz. Dans les années 2000 et en 2001, le groupe expérimente de nouvelles techniques et travaille pour Leander Haußmann (Peter Pan, M. Lehmann) dans le domaine du théâtre et de la musique de film.
En novembre 2001, sort Romantik, qui est longtemps classé dans les charts. Leurs apparitions au Rock am Ring et Rock in the Park en 2002 sont assez inhabituelles pour Element of Crime. Hartje quitte ensuite le groupe et David Young devient leur bassiste. Le 30 septembre 2005 sort l'album Mittelpunkt der Welt, classé 7e des charts. Le 18 septembre 2009, sort le nouvel album Immer da wo du bist bin ich nie, classé deuxième des charts.
Au début de 2010, le groupe effectue une tournée en Allemagne, en Autriche et en Suisse. En août 2010, Element of Crime.jpg reçoit son premier disque d’or pour l'album Immer da wo du bist bin ich nie. Fremde Federn est le titre de l'album sorti en novembre 2010 chez Universal Music, qui contient des reprises que le groupe a enregistrées au fil des ans,. Le 26 septembre 2014, leur nouvel album, Lieblingsfarben und Tiere est publié. En janvier 2015, le groupe fait une apparition sur la scène du crime Der irre Iwan. Dès le printemps 2017, le groupe travaille sur un album ; le nouvel album, est annoncé en juin 2018, pour octobre de la même année. Avant, le groupe joue en mai 2018 à l'Elbphilharmonie de Hambourg - deux morceaux inédits du prochain album.

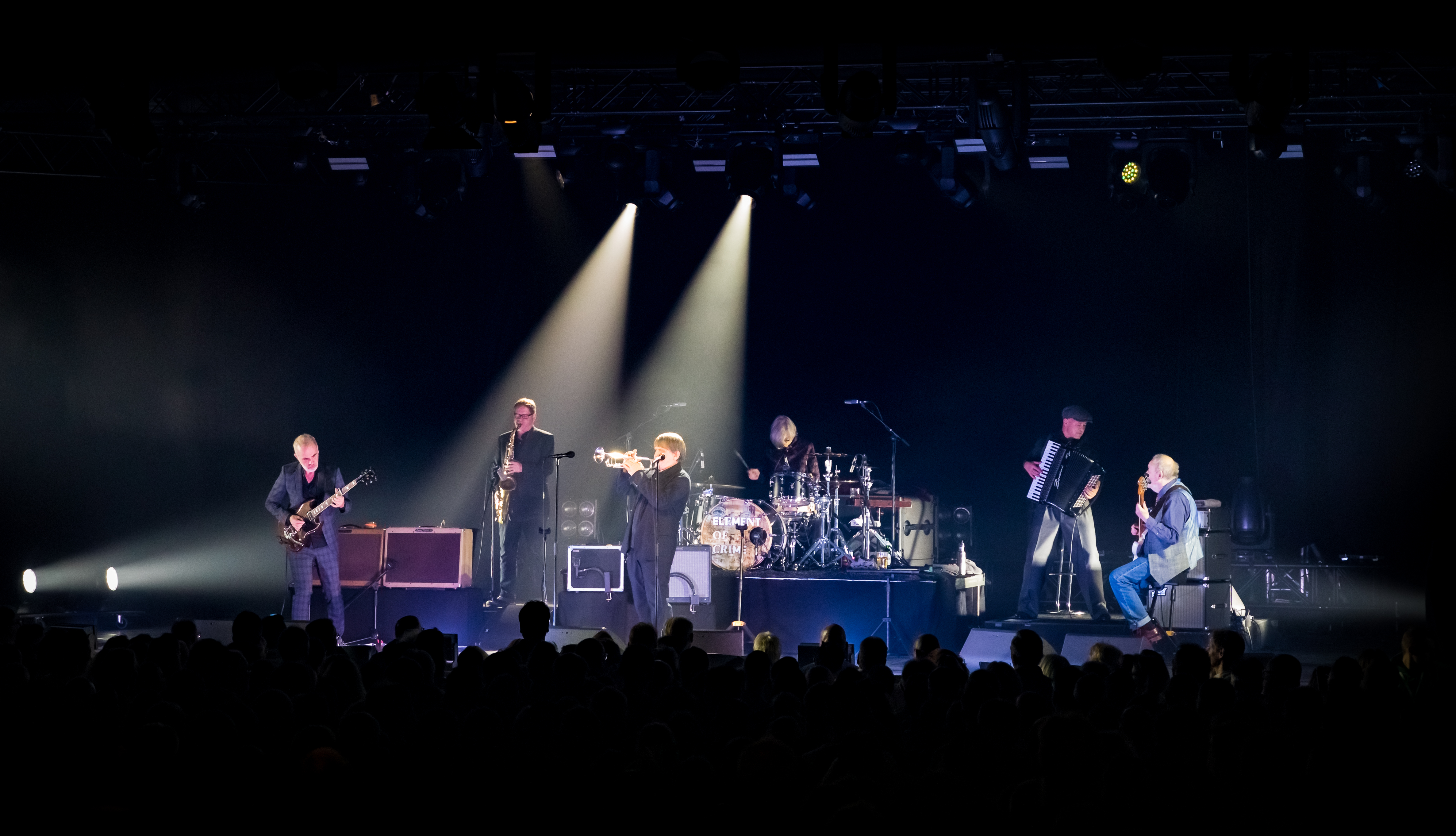
Element of Crime, août 2019 à Leverkusener Jazztage.

## Discographie

### Albums studio
- 1986 : Basically Sad - Polydor
- 1987 : Try to Be Mensch - Polydor
- 1988 : Freedom, Love & Happiness - Polydor
- 1989 : The Ballad of Jimmy & Johnny - Polydor
- 1990 : Live: Crime Pays - Polydor
- 1991 : Damals hinterm Mond - Polydor
- 1993 : Weißes Papier - Polydor
- 1993 : Dicte-moi ta loi - Polydor (version internationale limitée de Weißes Papier, 2 000 pressages)
- 1994 : An einem Sonntag im April - Motor Music
- 1996 : Die schönen Rosen - Motor Music
- 1999 : Psycho - Motor Music
- 2001 : Romantik - Motor Music
- 2002 : (Best Of ; 1985-1990 ; Motor Music)
- 2002 : (Best Of ; 1991-1996 ; Motor Music)
- 2005 : Mittelpunkt der Welt - Universal
- 2008 : Robert Zimmermann wundert sich über die Liebe - Universal (Original soundtrack)
- 2009 : Immer da wo du bist bin ich nie - Universal  (GER: #2, Gold)
- 2010 : Fremde Federn - Universal (GER: #28)
- 2014 : Lieblingsfarben und Tiere - Universal (GER: #3)

### Singles
- 1987 : Something Was Wrong - Polydor
- 1987 : Nervous and Blue - Polydor
- 1988 : Long Long Summer - Polydor
- 1988 : Murder in Your Eyes -  Polydor
- 1989 : The Ballad of Jimmy and Johnny - Polydor (Promo-Single)
- 1990 : Satellite Town - Polydor
- 1990 : Surabaya Johnny (live) - Polydor
- 1991 : Mach das Licht aus, wenn Du gehst - Polydor
- 1992 : Damals hinterm Mond (1992 ; Polydor)
- 1992-1993 : Blaulicht und Zwielicht - Polydor
- 1993 : Immer unter Strom - Polydor
- 1993 : Schwere See - Polydor
- 1993 : Sperr mich ein - Polydor
- 1993 : Mehr als sie erlaubt - Motor Music
- 1994 : An einem Sonntag im April - Motor Music
- 1994 : Mein dein Tag - Motor Music
- 1996 : Die schönen Rosen - Motor Music
- 1996 : Wenn der Morgen graut - Motor Music
- 1998 : Element of Crime playing the fantastic Bee Gees classic “I Started a Joke” - Motor Music
- 1999 : Jung und schön - Motor Music (Promo-Single)
- 1999 : Du hast mir gesagt - Motor Music
- 1999 : Michaela sagt - Motor Music
- 2000 : Irgendwo im Nirgendwo - Motor Music
- 2001 : Seit der Himmel - Motor Music (Promo-Single)
- 2001 : Die Hoffnung, die du bringst - Motor Music (Promo-Single)
- 2005 : Delmenhorst - Universal
- 2006 : Straßenbahn des Todes - Universal
- 2008 : Ein Hotdog unten am Hafen - Universal
- 2009 : Immer da wo du bist bin ich nie - Vertigo
- 2009 : Am Ende denk ich immer nur an dich - Vertigo
- 2010 : Der weiße Hai - Vertigo (Promo-Single)
- 2014 : Lieblingsfarben und Tiere - Vertigo

### Sampler et bandes son
- 2004 : Heimweh on the soundtrack of Die fetten Jahre sind vorbei
- Leider nur ein Vakuum on Hut ab! Hommage an Udo Lindenberg
- Auf der Espressomaschine on The Return of the Furious Swampriders
- Motorcycle Song on Furious Swampriders
- 2005 : My Bonnie Is Over the Ocean and It's All Over Now, Baby Blue on the soundtrack of NVA
- 1999 : Und du wartest » and Wenn der Morgen graut Sex II. Sibylle Berg, Audio-CD, Reclam, Leipzig,  (ISBN 3-379-00771-4)